# チャンピオンズ〜達人のワザが世界を救う〜
『チャンピオンズ〜達人のワザが世界を救う〜』（チャンピオンズ たつじんのわざがせかいをすくう）は、2008年10月16日から2009年9月17日までテレビ東京系列とBSジャパンで放送されていたバラエティ番組である。

## 概要
前番組の『TVチャンピオン』と『TVチャンピオン2』では、毎回そのジャンルに精通したスペシャリストが様々な難関に挑戦し、そのナンバー1を競うというコンテスト形式を取っていた。このノウハウを活かして、日本国内や世界各地の人物が抱える悩みを、前番組での「チャンピオン」やそれに準じた成績を収めていた選手が解決するというドキュメンタリー仕立ての番組である。たとえば、2003年ダンボール王選手権で準優勝した岡村剛一郎は2009年に本番組にチャンピオンとして出演した。なお、ごあきうえなど前番組に出演経験がない選手も出る場合もある。
この形式を採用したことにより、例えばラーメン職人のチャンピオンと段ボールアートのチャンピオン等、前番組では無かった異分野のチャンピオンが協力して共通の課題に取り組む姿が見られるようになった。
2時間スペシャルとして放送時間を拡大する際は、従来の『TVチャンピオン』同様の構成内容となることが多かった。
2009年9月17日の放送をもって番組が終了。これにより、1992年4月から始まった『チャンピオンシリーズ』は18年間の放送に一度幕を降ろしたが、たびたび『TVチャンピオン』復活版が作成されている。

## 出演者
- チェアマン（司会） - 高田延彦
- サポーター - ビビる大木、博多華丸・大吉、小倉優子、山本高広、宇都宮まき
- ナレーター - TARAKO、服部伴蔵門（ただし、2009年8月6日放送の「特別編 ガーデニング王決定戦」のみ、窪田等と秀島史香が担当。）

## スタッフ
- 構成：伊藤正宏、上野耕平、興津豪乃、相澤昇、町田裕章
- リサーチ：フォーチュンスープ
- ロケ技術：港家、ナックビジュアル
- 技術：田中圭介（テレビ東京）
- カメラ：菊地裕介（テレビ東京）
- 映像：大崎雅典（テレビ東京）
- 音声：田中英治（テレビ東京）
- 照明：水野暁夫（テレビ東京）
- 美術デザイン：薬王寺哲朗
- 美術進行：仙田拓也
- 大道具：長島直
- 小道具：渡辺貴俊
- アクリル装飾：是安弘樹
- 布装飾：丸山昌志
- 電飾：大場一哉
- モニター：サンフォニックス
- メイク：山田かつら
- タイトルロゴ：原徹
- CG：小室泰樹
- ビジュアルフォーマット：松本哲也
- 編集：西本静香
- MA：長瀬貴広
- 音響効果：佐藤卓嗣
- 番宣：岡仁（テレビ東京）
- デスク：後藤由枝（テレビ東京）
- 演出補：三田崇一、内田弥佳、佐々木誠、馬場智子、板槁由香利、張亮
- AP：遠藤充子（テレビ東京）、高橋由佳（ホールマン）
- ディレクター：井上陽二郎、神山友和（ホールマン）、杠政寛・陳賛淑（テレビ東京）
- 演出：太田勇（テレビ東京）、石井辰之介、星俊一（テレビ東京）
- 総合演出：佐久間宣行、株木亘（テレビ東京）
- プロデューサー：永井宏明、三沢大助（テレビ東京）／ 橋本元康（ホールマン）、酒井英樹（ゼロクリエイト）
- 技術・美術協力：テクノマックス、テレビ東京アート、CC Factory
- 制作協力：WHOLEMAN（ホールマン）、零CREATE
- 製作著作：テレビ東京

### 「特別編 ガーデニング王決定戦」（2009年8月6日放送）のスタッフ
- 構成：上野耕平
- リサーチ：フォーチュンスープ、ニューズクリエイト
- カメラ：堂本昌宏、吉田誠、山田尚弥、松本良
- VE：大泉尚人、高橋慎吾、山本佳奈子
- ビジュアルフォーマット：松本哲也
- 編集：西本静香
- MA：長瀬貴広
- 音響効果：齋藤俊郎（OPUS-1）
- 番宣：岡仁（テレビ東京）
- デスク：後藤由枝（テレビ東京）
- AP：中村智子、高橋由佳（ホールマン）
- ディレクター：神山友和、稲葉則央、武井陽介（ホールマン）
- 演出：井上陽二郎（ホールマン）
- プロデューサー：越山進（テレビ東京）／ 橋本元康（ホールマン）
- チーフプロデューサー：桜井卓也（テレビ東京）
- 協力：横浜赤レンガ倉庫、レオハウジング、タカショー、万葉倶楽部
- 技術協力：アビス（ABYSS）、CC Factory
- 美術協力：アックス、グレートインターナショナル
- 制作協力：ホールマン
- 製作著作：テレビ東京

### 過去のスタッフ
- プロデューサー：大庭竹修（テレビ東京）
- ディレクター：土方教裕（ホールマン）、吉住理、矢部宏光（テレビ東京）

## 番組テーマ曲
エンディングテーマ曲
- オーラィ!!/河原亜依

## ネット局と放送時間
| 放送対象地域   | 放送局                 | 系列           | 放送日時           | 放送日の遅れ |
| -------------- | ---------------------- | -------------- | ------------------ | ------------ |
| 関東広域圏     | テレビ東京（TX）       | テレビ東京系列 | 木曜 19:57 - 20:54 | 制作局       |
| 北海道         | テレビ北海道（TVh）    | テレビ東京系列 | 木曜 19:57 - 20:54 | 同時ネット   |
| 愛知県         | テレビ愛知（TVA）      | テレビ東京系列 | 木曜 19:57 - 20:54 | 同時ネット   |
| 大阪府         | テレビ大阪（TVO）      | テレビ東京系列 | 木曜 19:57 - 20:54 | 同時ネット   |
| 岡山県・香川県 | テレビせとうち（TSC）  | テレビ東京系列 | 木曜 19:57 - 20:54 | 同時ネット   |
| 福岡県         | TVQ九州放送（TVQ）     | テレビ東京系列 | 木曜 19:57 - 20:54 | 同時ネット   |
| 岐阜県         | 岐阜放送（GBS）        | 独立UHF局      | 木曜 19:57 - 20:54 | 同時ネット   |
| 滋賀県         | びわ湖放送（BBC）      | 独立UHF局      | 木曜 19:57 - 20:54 | 同時ネット   |
| 奈良県         | 奈良テレビ（TVN）      | 独立UHF局      | 木曜 19:57 - 20:54 | 同時ネット   |
| 和歌山県       | テレビ和歌山（WTV）    | 独立UHF局      | 木曜 19:57 - 20:54 | 同時ネット   |
| 岩手県         | IBC岩手放送（IBC）     | TBS系列        | 土曜 12:00 - 12:54 | 16日遅れ     |
| 福井県         | 福井テレビ（FTB）      | フジテレビ系列 | 土曜 12:00 - 12:55 | 16日遅れ     |
| 愛媛県         | 南海放送（RNB）        | 日本テレビ系列 | 土曜 13:30 - 14:25 | 16日遅れ     |
| 富山県         | 北日本放送（KNB）      | 日本テレビ系列 | 水曜 24:29 - 25:25 | 34日遅れ     |
| 山形県         | 山形放送（YBC）        | 日本テレビ系列 | 土曜 12:00 - 12:55 | 30日遅れ     |
| 石川県         | 北陸放送（MRO）        | TBS系列        | 土曜 12:10 - 13:05 | 30日遅れ     |
| 長野県         | 長野放送（NBS）        | フジテレビ系列 | 土曜 13:00 - 13:55 | 30日遅れ     |
| 三重県         | 三重テレビ（MTV）      | 独立UHF局      | 木曜 19:00 - 19:55 | 35日遅れ     |
| 長崎県         | テレビ長崎（KTN）      | フジテレビ系列 | 土曜 10:45 - 11:40 | 44日遅れ     |
| 広島県         | 中国放送（RCC）        | TBS系列        | 土曜 15:30 - 16:25 | 51日遅れ     |
| 新潟県         | 新潟総合テレビ（NST）  | フジテレビ系列 | 土曜 13:00 - 13:55 | 74日遅れ     |
| 鹿児島県       | 南日本放送（MBC）      | TBS系列        | 土曜 10:15 - 11:15 | 87日遅れ     |
| 静岡県         | 静岡朝日テレビ（SATV） | テレビ朝日系列 | 土曜 13:00 - 14:00 | 88日遅れ     |
| 熊本県         | テレビ熊本（TKU）      | フジテレビ系列 | 日曜 14:00 - 15:00 | 89日遅れ     |
| 宮城県         | 東北放送（TBC）        | TBS系列        | 土曜 14:00 - 15:00 | 93日遅れ     |
| 鳥取県・島根県 | 山陰放送（BSS）        | TBS系列        | 金曜 10:30 - 11:25 | 127日遅れ    |
| 福島県         | 福島テレビ（FTV）      | フジテレビ系列 | 日曜 14:00 - 14:55 | 164日遅れ    |
| 日本全国       | BSジャパン             | テレビ東京系列 | 日曜 19:30 - 20:30 | 3日遅れ      |

秋田放送では2009年3月23日、大分放送では同年9月25日にそれぞれ途中打ち切り。